# Brøndbyøster

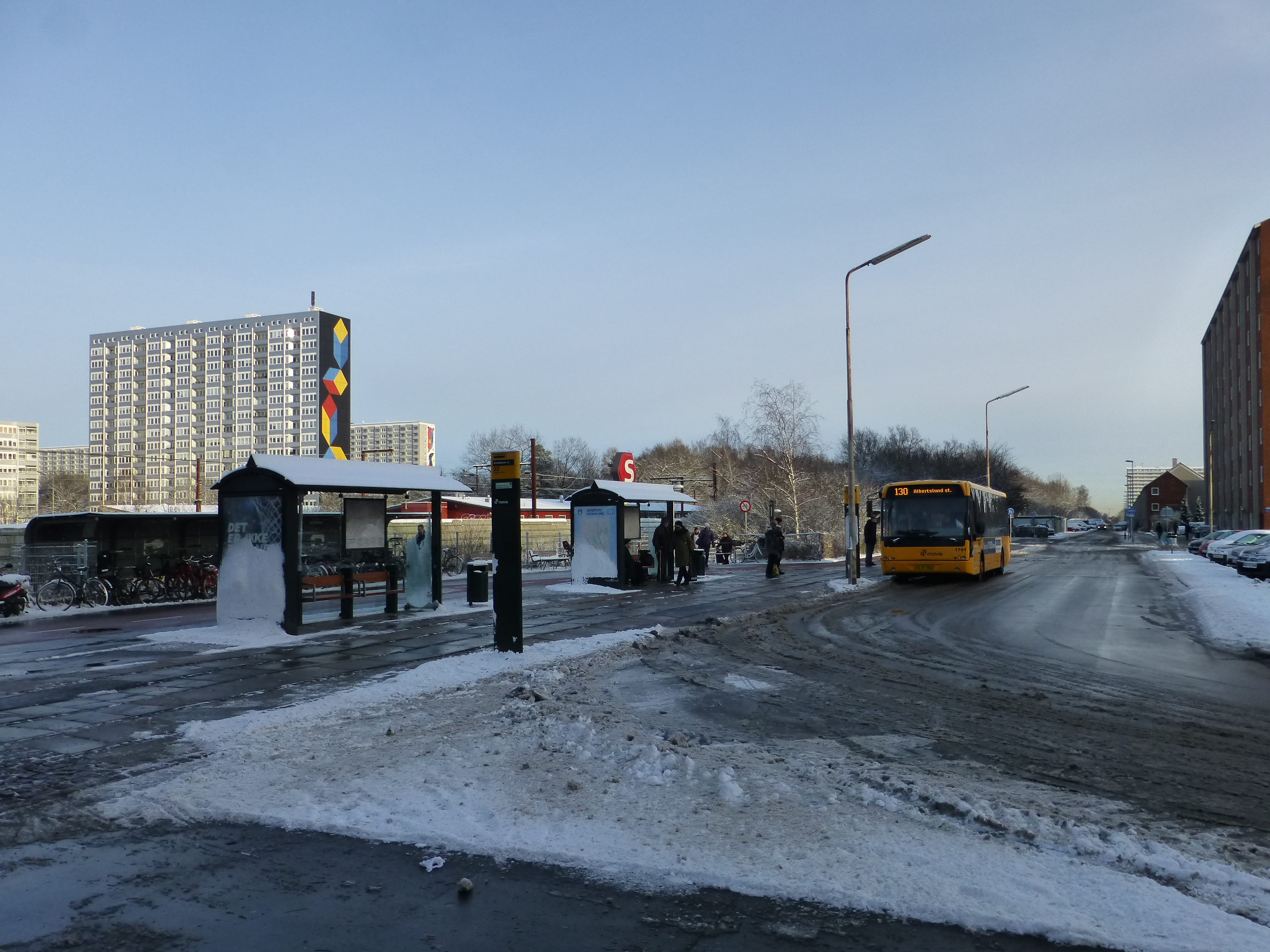
Brøndbyøster torg.

Brøndbyøster är en kommundel i Brøndby kommun, Region Hovedstaden, Danmark. Precis som Brøndby Strand har Brøndbyøster flera höghus. Dessa är från 1950-talet och 1960-talet med 16 våningar.
Järnvägen Köpenhamn-Roskilde delar kommundelen.
Brøndby Nord är en del av Brøndbyøster.